# Gao Qipei
Gao Qipei ou Kao Ch'i-p'el ou Kao K'i-p'ei, surnom : Weizhi, noms de pinceaux : Qieyuan, Nancun, Changboshanren, né en 1660 à Liaoyang (Mandchourie), mort en 1734, est un peintre de portraits, animaux, paysages et dessinateur chinois.

## Biographie
Parallèlement aux grands individualistes de la fin du XVIIe siècle et au début du XVIIIe siècle, tels que Shitao (1641-1720) ou Bada Shanren (1625-1705), certains artistes chinois se voient contraints de créer un style nouveau pour marquer leur originalité. Gao Qipei est l'exemple type de cette originalité forcée. Très bon peintre dès l'âge de huit ans, il a une bonne réputation à la cour où il a un poste important, mais à vingt ans il est déjà anxieux de n'avoir pas forgé son propre style et, le pinceau traditionnel ne lui suffisant pas, il invente une technique de « peinture au doigt » et applique l'encre et les couleurs avec le bout des doigts et le côté de la main pour les lavis et les gros traits et trace des lignes avec un ongle long soigneusement taillé en son extrémité. Cette méthode, qui n'est d'ailleurs pas entièrement neuve, impartit aux œuvres une apparence de nouveauté ce qui explique son extrême popularité[Interprétation personnelle ?].
Beaucoup de ses œuvres ne sont pourtant que des performances de virtuoses, plus vigoureuses que raffinées, choquantes parfois par la grossièreté de leur facture. Gao aurait même engagé des aides pour étaler les couleurs sur les tableaux. C'est la feuille d'album qui lui convient le mieux : thèmes et motifs y prolifèrent sans retenue, et le graphisme rugueux se mêle aux lavis imprécis où s'incorporent en toute quiétude des touches de couleurs légères. Mais malgré tout son abandon[pas clair], le doigt de Gao transmet peu de ferveur expressionniste. Les conceptions esthétiques de Gao Qipei sont recueillies et consignées par son petit-neveu Gao Bing (XVIIIe siècle) dans un traité intitulé Zhitou Huashuo. Ces renseignements vont plus loin que la peinture au doigt proprement dite et sont d'un grand intérêt[En quoi ?].

## Musées
Amsterdam (Rijksmuseum) : Album de douze études de paysages, encre et couleurs, légères sur papier, chacune étant inscrite et signée.
Berlin[Lequel ?] : Zhong Kui et une chauve-souris, signé.
Boston (Mus. of Fine Arts) : Album de dix peintures au doigt daté 1698, encre et couleur sur papier.
Cologne (Mus. für Ostasiatische) : Jeunes filles et fleurs, encre et couleurs légères sur papier, signé – Li Taipo à Lu shan, encre et couleurs légères sur papier, signé.
Londres (British Mus.) : Homme avec une ombrelle, signé.
Seattle (Art Mus.) : Homme avec un cheval près d'un arbre, poème du peintre.
Shanghai[Lequel ?] : Album de dessins au doigt, encre sur papier.